# Bełowec
Bełowec (bułg. Беловец) – wieś w Bułgarii, w obwodzie Razgrad, w gminie Kubrat. W 2023 roku liczyła 1715 mieszkańców.